# US Open 1984
Die 104. US Open 1984 waren ein Tennis-Hartplatzturnier der Klasse Grand Slam, das von der ITF veranstaltet wurde. Es fand vom 28. August bis 9. September 1984 in Flushing Meadow, New York, Vereinigte Staaten statt.
Titelverteidiger im Einzel waren Jimmy Connors bei den Herren sowie Martina Navratilova bei den Damen. Im Herrendoppel waren Peter Fleming und John McEnroe, im Damendoppel Martina Navrátilová und Pam Shriver und im Mixed Elizabeth Sayers und John Fitzgerald  die Titelverteidiger.

## Herreneinzel

### Setzliste
| Nr. | Spieler          | Erreichte Runde |
| --- | ---------------- | --------------- |
| 01. | John McEnroe     | Sieg            |
| 02. | Ivan Lendl       | Finale          |
| 03. | Jimmy Connors    | Halbfinale      |
| 04. | Mats Wilander    | Viertelfinale   |
| 05. | Andrés Gómez     | Viertelfinale   |
| 06. | Jimmy Arias      | 2. Runde        |
| 07. | Johan Kriek      | 3. Runde        |
| 08. | Aaron Krickstein | 3. Runde        |

| Nr. | Spieler          | Erreichte Runde |
| --- | ---------------- | --------------- |
| 09. | Henrik Sundström | Achtelfinale    |
| 10. | Eliot Teltscher  | 3. Runde        |
| 11. | Juan Aguilera    | 2. Runde        |
| 12. | Vitas Gerulaitis | Achtelfinale    |
| 13. | Tomáš Šmíd       | Achtelfinale    |
| 14. | Anders Järryd    | Achtelfinale    |
| 15. | Pat Cash         | Halbfinale      |
| 16. | Joakim Nyström   | Achtelfinale    |

## Dameneinzel

### Setzliste
| Nr. | Spielerin            | Erreichte Runde |
| --- | -------------------- | --------------- |
| 01. | Martina Navratilova  | Sieg            |
| 02. | Chris Evert-Lloyd    | Finale          |
| 03. | Hana Mandlíková      | Viertelfinale   |
| 04. | Pam Shriver          | Viertelfinale   |
| 05. | Kathy Jordan         | 2. Runde        |
| 06. | Manuela Maleewa      | 1. Runde        |
| 07. | Zina Garrison        | 3. Runde        |
| 08. | Claudia Kohde-Kilsch | Achtelfinale    |

| Nr. | Spielerin        | Erreichte Runde |
| --- | ---------------- | --------------- |
| 09. | Lisa Bonder      | Achtelfinale    |
| 10. | Jo Durie         | 1. Runde        |
| 11. | Kathy Horvath    | 1. Runde        |
| 12. | Bonnie Gadusek   | Achtelfinale    |
| 13. | Wendy Turnbull   | Halbfinale      |
| 14. | Carling Bassett  | Halbfinale      |
| 15. | Barbara Potter   | Achtelfinale    |
| 16. | Andrea Temesvári | 3. Runde        |

## Herrendoppel

### Setzliste
| Nr. | Paarung                         | Erreichte Runde |
| --- | ------------------------------- | --------------- |
| 01. | Peter Fleming John McEnroe      | Halbfinale      |
| 02. | Mark Edmondson Sherwood Stewart | Viertelfinale   |
| 03. | Pat Cash Paul McNamee           | 1. Runde        |
| 04. | Kevin Curren Steve Denton       | 1. Runde        |
| 05. | Fritz Buehning Ferdi Taygan     | 1. Runde        |
| 06. | Heinz Günthardt Balázs Taróczy  | Halbfinale      |
| 07. | John Fitzgerald Tomáš Šmíd      | Sieg            |
| 08. | Stefan Edberg Anders Järryd     | Finale          |

| Nr. | Paarung                      | Erreichte Runde |
| --- | ---------------------------- | --------------- |
| 09. | Ken Flach Robert Seguso      | 2. Runde        |
| 10. | Tim Gullikson Tom Gullikson  | Achtelfinale    |
| 11. | Wojciech Fibak Sandy Mayer   | Achtelfinale    |
| 12. | Gary Donnelly Butch Walts    | Achtelfinale    |
| 13. |                              | Rückzug         |
| 14. | Broderick Dyke Wally Masur   | 2. Runde        |
| 15. | Brad Drewett Kim Warwick     | 2. Runde        |
| 16. | Tony Giammalva Steve Meister | 2. Runde        |

## Damendoppel

### Setzliste
| Nr. | Paarung                              | Erreichte Runde |
| --- | ------------------------------------ | --------------- |
| 01. | Martina Navratilova Pam Shriver      | Sieg            |
| 02. | Claudia Kohde-Kilsch Hana Mandlíková | Achtelfinale    |
| 03. | Jo Durie Ann Kiyomura-Hayashi        | Achtelfinale    |
| 04. | Anne Hobbs Wendy Turnbull            | Finale          |
| 05. | Barbara Potter Sharon Walsh          | Viertelfinale   |
| 06. | Rosalyn Fairbank Candy Reynolds      | Viertelfinale   |
| 07. | Alycia Moulton Paula Smith           | Viertelfinale   |
| 08. | Kathy Jordan Elizabeth Sayers        | Achtelfinale    |

| Nr. | Paarung                               | Erreichte Runde |
| --- | ------------------------------------- | --------------- |
| 09. | Chris Evert-Lloyd Billie Jean King    | Viertelfinale   |
| 10. | Christiane Jolissaint Marcella Mesker | Halbfinale      |
| 11. | Andrea Leand Mary-Lou Piatek          | 2. Runde        |
| 12. | Sandy Collins Helena Suková           | 1. Runde        |
| 13. | Rosie Casals Wendy White              | Achtelfinale    |
| 14. | Mima Jaušovec Virginia Wade           | 2. Runde        |
| 15. | Betsy Nagelsen Anne White             | Halbfinale      |
| 16. | Elise Burgin JoAnne Russell           | Achtelfinale    |

## Mixed

### Setzliste
| Nr. | Paarung                          | Erreichte Runde |
| --- | -------------------------------- | --------------- |
| 01. | John Lloyd Wendy Turnbull        | Achtelfinale    |
| 02. | John Fitzgerald Elizabeth Sayers | Finale          |
| 03. | Steve Denton Kathy Jordan        | Viertelfinale   |
| 04. | Ferdi Taygan Barbara Potter      | Halbfinale      |
| 05. | Tony Giammalva Sharon Walsh      | 1. Runde        |
| 06. | Kim Warwick Bonnie Gadusek       | 1. Runde        |
| 07. | Heinz Günthardt Andrea Temesvári | Achtelfinale    |
| 08. | Michael Fancutt Candy Reynolds   | Viertelfinale   |

| Nr. | Paarung                           | Erreichte Runde |
| --- | --------------------------------- | --------------- |
| 09. | Butch Walts Betsy Nagelsen        | Achtelfinale    |
| 10. | Scott Davis Elise Burgin          | Viertelfinale   |
| 11. | Mel Purcell Paula Smith           | Viertelfinale   |
| 12. | Robert Seguso Mary-Lou Piatek     | Achtelfinale    |
| 13. | Tom Gullikson Manuela Maleewa     | Sieg            |
| 14. | Colin Dowdeswell Rosalyn Fairbank | Halbfinale      |
| 15. |                                   | Rückzug         |
| 16. | Brad Drewett Catherine Tanvier    | 2. Runde        |